# In the Closet

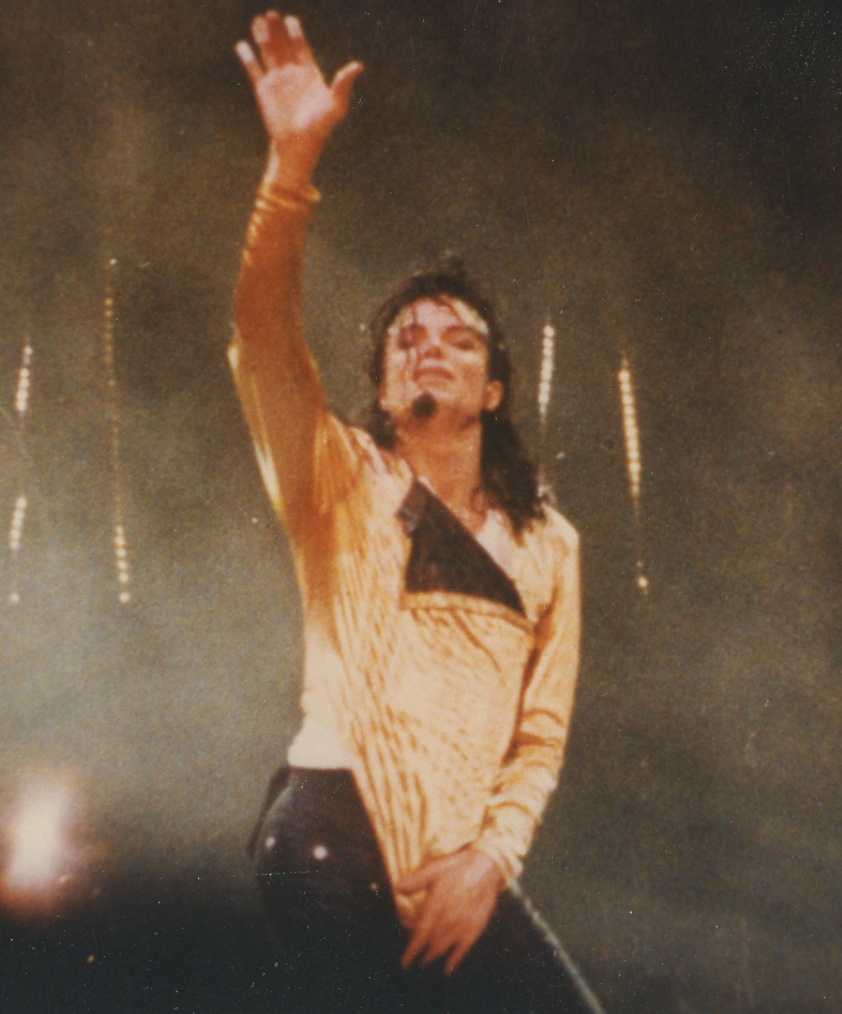
Michael Jackson (1992)

In the Closet (englisch für „im Schrank“) ist ein Song des US-amerikanischen Sängers Michael Jackson, der erstmals am 26. November 1991 auf seinem achten Studioalbum Dangerous erschien und am 9. April 1992 als dritte Single aus diesem ausgekoppelt wurde. Das Werk wurde von Jackson und Teddy Riley geschrieben sowie produziert und handelt von einer geheimen sexuellen Beziehung. Im Lied sind Spoken Words von Stéphanie von Monaco enthalten. In the Closet wird den Musikrichtungen Pop, Contemporary R&B und New Jack Swing zugerechnet. Es erreichte die Top Ten in zwölf Ländern und Goldstatus in den USA und in Australien. Die Verkaufszahlen werden auf 860.000 Einheiten geschätzt. Kritiker bewerteten den Song hauptsächlich positiv, wobei unter anderem das Zusammenspiel zwischen Arrangement und Jacksons Adlibs gelobt wurde. Der Song gilt als sexuellster in Michael Jackson Karriere.

## Entstehung
Im Lied ist eine digital bis zur Unkenntlichkeit bearbeitete weibliche Stimme zu hören, die zunächst als „Mystery Girl“ betitelt wurde. Es gab Spekulationen, dass es die Stimme von Madonna, Paula Abdul oder auch Michael Jacksons jüngerer Schwester Janet sein könne, bevor sie als die von Prinzessin Stéphanie von Monaco enthüllt wurde. Ursprünglich war der Song als provokativ sexuelles Duett mit Madonna geplant, jedoch scheiterte die Zusammenarbeit, da Madonna weitaus provokativere Ideen für den Song hatte, während Jackson auf seiner weniger sexuellen Grundidee beharrte. Das genaue Aufnahmedatum ist unbekannt, jedoch lag es innerhalb des Aufnahmezeitraums des Großteils von Dangerous zwischen dem 25. Juni 1990 und dem 30. Oktober 1991. Auf YouTube wurde eine Demoaufnahme aus dem Jahr 1990, die noch nicht die Stimme von Stéphanie von Monaco enthält, geleaked.

„Now, In the Closet was something Michael came up with, and it came out exactly as he wanted the track to be. He kind of put his vocals on a Dictaphone when he was in another room. He'd often record the vocals on a Dictaphone and take them into the studio and then see how it would all work out.“

„Nun, In the Closet war etwas, mit dem Michael ankam, und es kam genauso heraus, wie Michael den Track haben wollte. Er nahm seine Vocals auf einem Diktiergerät auf, als er in einem anderen Raum war. Er nahm oft die Vocals auf einem Diktiergerät auf und brachte diese ins Studio, um dann zu sehen, wie alles harmonieren würde.“

### Besetzung
- Komposition – Michael Jackson, Teddy Riley
- Executive Producer – Michael Jackson
- Produktion – Michael Jackson, Teddy Riley
- Solo, Background Vocals – Michael Jackson
- Spoken Words – Stephanié von Monaco
- Keyboard, Synthesizer – Teddy Riley
- Rhythmus-Arrangement – Teddy Riley
- Vocal-Arrangement – Michael Jackson
- Tontechniker – Bruce Swedien, Teddy Riley

## Inhalt

### Text
In the Closet ist ein Idiom, das im Englischen benutzt wird, wenn jemand über einen bestimmten Aspekt seines Lebens nicht ehrlich ist. Der Song gliedert sich folgendermaßen: Gesprochenes Intro – Strophe 1 – Refrain – Strophe 2 – Refrain – Spoken Words – Post-Chorus – Strophe 3 – Refrain – Spoken Words – verlängerter Post-Chorus – verlängerter Refrain.
In dem gesprochenen Intro gesteht das Mystery Girl dem lyrischen Ich seine Liebe und fordert es darin und in den späteren Spoken Words auf, seine Gefühle als wahr anzuerkennen („The truth of lust woman to man“), sich auf ein Verhältnis einzulassen („Just open the door and you will see, this passion burns inside of me“) und dieses nicht geheim zu halten („Don’t hide our love“). In den Strophen lässt sich der Ich-Erzähler auf ein Verhältnis ein („It’s worth the try“) und gibt zu, dass man die Gefühle nicht einfach vernichten kann („You cannot burn it“). Im Refrain wird die Zeile „She wants to give it“ („Sie möchte Sex haben“) fortlaufend wiederholt. Im Post-Chorus gesteht der Ich-Erzähler die Begierde ein, aber fordert, das Verhältnis dennoch geheim zu halten. François Allard und Richard Lecocq bezeichneten In the Closet als mehrdeutig, da der Text von heterosexuellen Geschlechtsverkehr handele, aber die Phrase „to come out of the closet“ ein Coming Out bezeichnet. Auch die New York Times merkte an, nur Jackson würde den Ausdruck für eine heterosexuelle Beziehung benutzen.

„Because there’s something about you, baby

That makes me want to give it to you

I swear there’s something about you, baby
Just promise me whatever we say

Whatever we do to each other

For now we’ll make a vow to just

Keep it in the closet“

„Denn da ist etwas an dir, Baby

Das mich willig macht, es dir zu geben

Ich schwöre da ist etwas an dir, Baby
Versprich mir einfach, was auch immer wir sagen

Was auch immer wir miteinander tun

Fürs Erste schwören wir, es einfach geheim zu halten“

In den sechszeiligen vor dem Post-Chrous eingeschobenen Spoken Words sind die ersten beiden Zeilen ein Paarreim, die dritte und fünfte Zeile ein Kreuzreim und Zeile vier ist eine Waise. Im sechszeiligen gesprochenen Intro hingegen reimen sich nur die Zeilen zwei und sechs. In den vierzeiligen Strophen gibt es zwei Paarreime. Die dritte Strophe hat nur drei Zeilen, sodass die Zeilen eins und zwei ein Paarreim und Vers drei eine Waise ist, da am Ende der Strophe noch eine Zeile des Mystery Girls eingeschoben wurde. Der Refrain hat in normaler Länger neun Zeilen und der verlängerte Refrain am Ende 20 Zeilen. Dieser ist gleichzeitig ein Outro, da der Text überwiegend nur noch aus auch von Jackson gesungenen Background Vocals besteht. Der siebenzeilige Post-Chorus enthält keine Reime. Der verlängerte Post-Chorus kurz vor dem Ende ist 23 Zeilen lang.

### Musik

Grundrhythmus von In the Closet (Klaviernoten, Drums)

Der aus New Jack Swing und Funk bestehende Rhythmus wird von Keyboards und knallenden Drumcomputer-Beat gespielt. Im Hintergrund ahmt Jackson mit fünf ständig wiederholten Silben den Beat nach. Dies wurde mit Scat-Gesang verglichen. Jacksons Echo, teilweise sein schweres Atmen und Geräusche von zugeschlagenen Türen wurden auch verwendet. Das gesamte Arrangement wurde aufgrund der Drums als perkussiv und industriell ganz nach Teddy Rileys Stil beschrieben. Die Geschwindigkeit beträgt 110 Beats per minute und das Werk ist in D-Dur verfasst. Während des aus sieben Takten bestehenden gesprochenen Intros sind ein Klavier und synthetisierte Violinen, deren Tonhöhen an mehrere Stellen stark ansteigen, zu hören. Das darauffolgende Intro vor Jacksons Gesang ist sieben Takte lang (s. Notenbeispiel). Die Strophen sind je 8,5 Takte, der Refrain je 8 Takte und der Post-Chorus je 10,5 Takte lang. Nach jedem Post-Chorus folgt eine drei Takte lang Instrumentalpassage. Auf den vierten Post-Chorus folgt eine Instrumentalpassage aus 8,5 Takten, in der nach den ersten drei Takten die Tonhöhen der Instrumente und die Intensität von Jacksons Adlibs – also den Ausrufen Jackson außerhalb des eigentlichen Texts wie z. B. „Ah“ oder „Yeah“ – ansteigen.

## Veröffentlichungen
In the Closet erschien erstmals als dritter Track auf dem Album Dangerous, das am 21. (Europa) bzw. 26. November (USA) veröffentlicht wurde. Der Song wurde am 9. April 1992 als dritte Single aus dem Album ausgekoppelt. Eigentlich sollte Who Is It als dritte Single veröffentlicht werden. Aufgrund der Idee von Herb Ritts für das Musikvideo wurde dann stattdessen In the Closet veröffentlicht. Auf dem Singlecover ist eine Zeichnung von Jacksons Augen auf schwarzen Hintergrund zu sehen. Diese Zeichnung wurde (wie das Albumcover von Dangerous auch) von Mark Ryden erstellt und ist eine überarbeitete Fassung des Entwurfs für die nie veröffentlichte Kompilation Decade 80s-90s.

### Titelliste der Single
| 7″-Single – 8:57 (VÖ: 9. April 1992) 1. In the Closet (7″ Edit) – 4:29 2. In the Closet (The Mission Radio Edit) – 4:28 CD-Maxi – 29:04 (VÖ: 9. April 1992) 1. In the Closet (7″ Edit) – 4:29 2. In the Closet (Radio Edit) – 4:16 3. In the Closet (Ki’s 12″) – 6:57 4. In the Closet (Freestyle Mix) – 6:26 5. In the Closet (The Newark Mix) – 6:56 CD-Maxi – 39:00 (VÖ: 9. April 1992) 1. In the Closet (7″ Edit) – 4:29 2. In the Closet (Club Mix) – 7:53 3. In the Closet (The Underground Mix) – 5:32 4. In the Closet (Touch Me Dub) – 7:53 5. In the Closet (Ki’s 12″) – 6:55 6. In the Closet (The Promise) – 7:18 | CD-Maxi (cardboard sleeve) – 45:58 (VÖ: 26. April 1992) 1. In the Closet (7″ Edit) – 4:29 2. In the Closet (The Mission Radio Edit) – 4:28 3. In The Closet (Club Edit) – 4:07 4. In the Closet (Club Mix) – 7:55 5. In the Closet (The Underground Mix) – 5:34 6. In the Closet (Touch Me Dub) – 7:55 7. In the Closet (The Underground Dub) – 6:24 8. Remember the Time (The New Jack Jazz (21)) – 5:06 |

### Remix-Singles (VÖ: 21. Juni 1992)
| Mixes Behind Door #1 – 27:40 1. In the Closet (Club Mix) – 8:03 2. In the Closet (The Underground Mix) – 5:40 3. In the Closet (Touch Me Dub) – 6:42 4. In the Closet (Ki’s 12″) – 7:15 Mixes Behind Door #3 – 28:45 1. In The Closet (Club Edit) – 4:11 2. In the Closet (The Newark Mix) – 7:09 3. In the Closet (The Promise) – 7:26 4. In the Closet (The Vow) – 4:53 5. Remember the Time (The New Jack Jazz (21)) – 5:06 | Mixes Behind Door #2 – 30:09 1. In the Closet (The Mission) – 9:27 2. In the Closet (Freestyle Mix) – 6:34 3. In the Closet (The Mix of Life) – 7:41 4. In the Closet (The Underground Dub) – 6:27 |

### Weitere Veröffentlichungen
Abgesehen von der Wiederveröffentlichung des Albums Dangerous 2001, 2006 und 2009 erschien In the Closet nur auf zwei weiteren Alben, nämlich den Greatest-Hits-Alben King of Pop (nur auf der indischen Veröffentlichung) und The Essential Michael Jackson (auf beiden als einer von sieben Tracks des Albums).

#### Visionary – the Video Singles
Am 8. Mai 2006 wurde In the Closet als DualDisc mit dem Musikvideo wiederveröffentlicht. Dies war die erste Veröffentlichung des Musikvideos auf einem Videoalbum. Später erschien dieses auch als Teil von Michael Jackson’s Vision, einem Boxset mit annähernd allen Musikvideos von Michael Jackson.
Titelliste
1. In the Closet 4:47
2. In the Closet (Club Mix) – 8:00
3. In the Closet (Video) (DVD-Seite) – 6:05[16]

| ChartsChartplatzierungen     | Höchstplatzierung | Wochen |
| ---------------------------- | ----------------- | ------ |
| Vereinigtes Königreich (OCC) | 20 (2 Wo.)        | 2      |

## Musikvideo
Regisseur des in Sepia gehaltenen und östlich vom Saltonsee in Kalifornien gedrehten Musikvideos war Herb Ritts und Produzent war Jane Readon. Das 6:16 Minuten lange Video zeigt Jackson, wie er mit Naomi Campbell tanzt und erinnert an das ebenfalls von Herb Ritts gedrehte Video zum Song Love Will Never Do (Without You) von Janet Jackson. Das Video zu In the Closet wurde am 23. April 1992 vorgestellt. In Südafrika durfte es wegen seiner vermeintlichen Anzüglichkeit nicht gezeigt werden. Das Musikvideo gewann einen MTV Video Music Award in der Kategorie Best Cinematography in a Video. Naomi Campbell nahm das Intro des Songs für das Musikvideo mit ihrer eigenen Stimme auf. Ein Making-of des Musikvideos erschien 1993 auf der Videokassette Dangerous – The Short Films. Eine Aufnahme von Jackson im Outfit des Videos diente als Cover der Vorgängersingle Remember the Time und eine andere Aufnahme gleichen Motives ist heute das Profilbild von Jacksons Social-Media-Accounts. Auf YouTube hat das Musikvideo Stand 2021 über 62 Millionen Aufrufe, was den zweitwenigsten Aufrufen der insgesamt neun Videos des Albums entspricht.

## Live-Aufführungen
Während der Dangerous World Tour (1992–1993) waren In the Closet und Who Is It die einzigen der sieben international veröffentlichten Singles des Albums, die nicht für die Setlist bedacht waren (Remember the Time wurde nur wegen Problemen mit der Garderobe nicht aufgeführt). Nur in Toulouse wurde eine Instrumentalversion von In the Closet gespielt. Im Rahmen der 82 Shows der HIStory World Tour (1995–1997) führte Jackson in der HIStory-Medley einen Teil des Songs live auf, dabei sang er mit einer tiefen Stimme auch die Parts von Stéphanie von Monaco. In dem gekürzten HIStory-Medley für die This-Is-It-Konzertreihe 2009, die wegen Jacksons Tod nicht mehr stattfand, wäre In the Closet nicht enthalten gewesen.

## Kritiken
Larry Flick vom Billboard Magazine bezeichnete In the Closet als bis dahin beste Single des Albums. Jacksons charakteristisches Flüstern und seine Rufe seien in ein intensives und unübliches Arrangement eingearbeitet. Weiter helle ein sofort einprägsamer Mitsing-Refrain den Song auf. Auch das People Magazine hob den Refrain als eingängig und als ansprechendes Element hervor. Das Rolling Stone Magazine bezeichnete In the Closet als erotischsten und am eindeutigsten sexuellen Song in Jacksons Karriere. Der unstimmige, aus dem Gleichgewicht geratene Beat bette Jacksons von Hormonen durchtränkte Flüsterer und Wehgeschrei in den Klang von R&B-Radio ein. Das Musikvideo bezeichnete das Magazin als schnittig. Außerdem wählte es den Song auf Platz 47 der besten Songs von Michael Jackson. François Allard und Richard Lecocq bezeichneten In the Closet als selbstbewusst und brillant mit einigen irren, explosiven und ruchlosen Elementen. Der Song behandle das sexuellste, skandalöseste und glühend heißeste Thema in Jacksons Karriere. Die New York Times In the Closet als besten und eigenartigsten Song des Albums. Melissa Campbell bezeichnete die Ad-Libs von In the Closet als trostlosen Versuch sexuelle Geräusche zu imitieren. Campbell behauptet dies sei der Grund dafür, dass der Song nur auf wenigen Best-of-Alben erschien. Alan Light vom Rolling Stone bezeichnete die Bridge als gewunden, aber unvorhersehbar. Die Website Popkultur.de wählte In the Closet auf Rang 59 der besten Songs des Jahres 1992.

## Kommerzieller Erfolg

### Verkaufs- bzw. Singlecharts
In the Closet avancierte zum Top-Ten-Hit in Norwegen (Platz 10), Frankreich (Platz 9), den Niederlanden (Platz 9), Großbritannien (Rang 8), Finnland (Platz 7), den USA (Platz 6), Australien (Rang 5), Neuseeland (Platz 5), Irland (Platz 4), Spanien (Platz 2) Italien (Platz 2) und Griechenland (Platz 1). In den europäischen Singlecharts erreichte der Song außerdem Platz 11 und hielt sich in diesen insgesamt 16 Wochen. In den USA erreichte In the Closet außerdem Platz 1 der R&B-Charts und der Dance-Charts. In den US-amerikanischen Singlecharts gelang In the Closet außerdem mit Platz 46 das höchste Debüt eines Songs in dieser Woche und auch das bis dahin vierthöchste des Jahres.
| ChartsChartplatzierungen             | Höchstplatzierung | Wochen |
| ------------------------------------ | ----------------- | ------ |
| Deutschland (GfK)                    | 15 (22 Wo.)       | 22     |
| Österreich (Ö3)                      | 23 (2 Wo.)        | 2      |
| Schweiz (IFPI)                       | 25 (3 Wo.)        | 3      |
| Vereinigtes Königreich (OCC)         | 8 (10 a Wo.)      | 10 a   |
| Vereinigte Staaten (Billboard)       | 6 (20 Wo.)        | 20     |
| Vereinigte Staaten (Billboard R&B)   | 1 (15 Wo.)        | 15     |
| Vereinigte Staaten (Billboard Dance) | 1 (11 Wo.)        | 11     |

### Airplay-Charts
In den USA erreichte In the Closet Platz 5 der Airplay-Charts. In Europa erreichte der Song Platz 2 der Airplay-Charts und hielt diese drei Wochen hinter Do It to Me von Lionel Richie. Außerdem erreichte In the Closet dort Platz 3 der Airplay-Dance-Charts. Höhere nationale Platzierungen in Europa gelangen in Schweden (Platz 7), Deutschland (Platz 3), Großbritannien (Platz 2), Norwegen (Platz 2), und Spanien (Platz 1).

### Jahrescharts
In den USA erreichte In the Closet in den Single-Jahrescharts Platz 66, in den R&B-Jahrescharts Platz 52, in den Airplay-Jahrescharts Platz 51 und in den Dance-Jahrescharts Platz 19. In Europa erreichte der Song Platz 61 der Jahrescharts. Weitere nationale Platzierungen gelangen in Belgien (Platz 99) und Deutschland (Platz 66).
| ChartsJahrescharts (1992)            | Platzierung |
| ------------------------------------ | ----------- |
| Deutschland (GfK)                    | 66          |
| Vereinigte Staaten (Billboard)       | 66          |
| Vereinigte Staaten (Billboard R&B)   | 52          |
| Vereinigte Staaten (Billboard Dance) | 19          |

### Auszeichnungen für Musikverkäufe
| Land/Region               | Auszeichnungen für Musikverkäufe (Land/Region, Auszeichnung, Verkäufe) | Verkäufe |
| ------------------------- | ---------------------------------------------------------------------- | -------- |
| Australien (ARIA)         | Gold                                                                   | 35.000   |
| Vereinigte Staaten (RIAA) | Gold                                                                   | 500.000  |
| Insgesamt                 | 2× Gold ·                                                              | 535.000  |

Hauptartikel: Michael Jackson/Auszeichnungen für Musikverkäufe